# NGC 3987
NGC 3987 ist eine Spiralgalaxie vom Hubble-Typ Sb im Sternbild Löwe auf der Ekliptik. Sie ist schätzungsweise 200 Millionen Lichtjahre von der Milchstraße entfernt.
Gemeinsam mit fünf weiteren Galaxien bildet sie die NGC 3987-Gruppe (LGG 261).

Das Objekt wurde am 16. April 1785 von Wilhelm Herschel entdeckt.

## NGC 3987-Gruppe (LGG 261)
| Galaxie  | Alternativname | Entfernung/Mio. Lj |
| -------- | -------------- | ------------------ |
| NGC 3987 | PGC 37591      | 200                |
| NGC 4005 | PGC 37661      | 199                |
| NGC 4018 | PGC 37699      | 199                |
| NGC 4022 | PGC 37729      | 193                |
| NGC 4000 | PGC 37643      | 203                |